# Glykosid

Grundstruktur för en glykosid, i detta fall baserad på D-glukos.

Glykosider är en typ av kemiska föreningar. I jämförelse med normala kolhydrater har 1-hydroxyldelen ersatts med någon annan kemisk gruppering, exempelvis en alkoxi- eller fenoxigrupp. Denna "ersättare" kallas aglykon (grekiska för 'utan socker') och kan bestå av en alkaloid, en terpen, en fettsyra eller någon annan substansgrupp utom en sockerart. De båda delarna är bundna till varandra med en glykosidbindning.

## Varianter
Bland undergrupperna av glykosider återfinns till exempel saponiner.
Glukosider är en typ av glykosid där kolhydratet är en sockerart och den andra delen någon annan typ av substans.

## Användning
Vissa glykosider i sötflockel används idag till att framställa ett sötningsmedel (stevioglykosider). Även många andra ämnen i växter består av aglykoner i glykosider, med användning som färg- eller smakämnen, alternativt som gift. Amygdalin och indikan är två exempel. Hjärtglykosider används till läkemedel.